# سامی لپیپو
سامی لپیپو (انگلیسی: Sami Lepistö؛ زادهٔ ۱۷ اکتبر ۱۹۸۴) بازیکن هاکی روی یخ اهل فنلاند است.
از باشگاه‌هایی که در آن بازی کرده‌است می‌توان به فینیکس کایوتیس اشاره کرد.